# Film in 2013
Dit artikel gaat over films uitgebracht in het jaar 2013.

## Succesvolste films
De tien films uit 2013 die het meest opbrachten.
| Rang | Titel                               | Distributeur         | Opbrengst wereldwijd |
| ---- | ----------------------------------- | -------------------- | -------------------- |
| 1    | Frozen                              | Walt Disney Pictures | $ 1.274.219.009      |
| 2    | Iron Man 3                          | Walt Disney Pictures | $ 1.215.439.994      |
| 3    | Despicable Me 2                     | Universal Pictures   | $ 970.761.885        |
| 4    | The Hobbit: The Desolation of Smaug | Warner Bros.         | $ 960.366.855        |
| 5    | The Hunger Games: Catching Fire     | Lionsgate            | $ 864.912.963        |
| 6    | Fast & Furious 6                    | Universal Pictures   | $ 788.679.850        |
| 7    | Monsters University                 | Walt Disney Pictures | $ 743.559.607        |
| 8    | Gravity                             | Warner Bros.         | $ 716.392.705        |
| 9    | Man of Steel                        | Warner Bros.         | $ 668.045.518        |
| 10   | Thor: The Dark World                | Walt Disney Pictures | $ 644.783.140        |

## Lijst van films
Films die in 2013 zijn uitgebracht:
| Verschijningsdatum | Titel                                                                                        | Land                                                                   | Opmerking                                                                  |
| ------------------ | -------------------------------------------------------------------------------------------- | ---------------------------------------------------------------------- | -------------------------------------------------------------------------- |
| 1 januari 2013     | Movie 43                                                                                     | Verenigde Staten                                                       |                                                                            |
| 4 januari 2013     | Table No. 21                                                                                 | India                                                                  |                                                                            |
| 11 januari 2013    | Gangster Squad                                                                               | Verenigde Staten                                                       |                                                                            |
| 17 januari 2013    | I Give It a Year                                                                             | Verenigd Koninkrijk                                                    | L'Alpe-d'Huez Film Festival                                                |
| 18 januari 2013    | Don Jon                                                                                      | Verenigde Staten                                                       |                                                                            |
| 18 januari 2013    | Kill Your Darlings                                                                           | Verenigde Staten                                                       |                                                                            |
| 18 januari 2013    | Mama                                                                                         | Spanje / Canada                                                        |                                                                            |
| 18 januari 2013    | Parker                                                                                       | Verenigde Staten                                                       |                                                                            |
| 18 januari 2013    | The Spectacular Now                                                                          | Verenigde Staten                                                       | Sundance Film Festival                                                     |
| 18 januari 2013    | We Are What We Are                                                                           | Verenigde Staten                                                       | Sundance Film Festival                                                     |
| 19 januari 2013    | Blackfish                                                                                    | Verenigde Staten                                                       | Sundance Film Festival Documentaire                                        |
| 19 januari 2013    | Fruitvale Station                                                                            | Verenigde Staten                                                       | Sundance Film Festival                                                     |
| 20 januari 2013    | Ain't Them Bodies Saints                                                                     | Verenigde Staten                                                       |                                                                            |
| 20 januari 2013    | In a World...                                                                                | Verenigde Staten                                                       | Sundance Film Festival                                                     |
| 21 januari 2013    | The Necessary Death of Charlie Countryman                                                    | Verenigde Staten                                                       |                                                                            |
| 21 januari 2013    | The Way Way Back                                                                             | Verenigde Staten                                                       |                                                                            |
| 22 januari 2013    | Death Race 3: Inferno                                                                        | Verenigde Staten                                                       |                                                                            |
| 23 januari 2013    | Big Sur                                                                                      | Verenigde Staten                                                       |                                                                            |
| 25 januari 2013    | Hansel and Gretel: Witch Hunters                                                             | Verenigde Staten                                                       |                                                                            |
| 31 januari 2013    | Kvinden i buret                                                                              | Denemarken                                                             | Göteborg International Film Festival                                       |
| 31 januari 2013    | Verliefd op Ibiza                                                                            | Nederland                                                              |                                                                            |
| 1 februari 2013    | Warm Bodies                                                                                  | Verenigde Staten                                                       |                                                                            |
| 6 februari 2013    | Frits & Franky                                                                               | België                                                                 |                                                                            |
| 7 februari 2013    | Matterhorn                                                                                   | Nederland                                                              |                                                                            |
| 8 februari 2013    | Jîn                                                                                          | Turkije / Duitsland                                                    | Internationaal filmfestival van Berlijn                                    |
| 10 februari 2013   | Gloria                                                                                       | Chili                                                                  | Internationaal filmfestival van Berlijn                                    |
| 10 februari 2013   | La Religieuse                                                                                | Frankrijk                                                              |                                                                            |
| 11 februari 2013   | Poziția copilului                                                                            | Roemenië                                                               |                                                                            |
| 13 februari 2013   | A Good Day to Die Hard                                                                       | Verenigde Staten                                                       |                                                                            |
| 13 februari 2013   | Bobby en de geestenjagers                                                                    | Nederland                                                              |                                                                            |
| 13 februari 2013   | Night Train to Lisbon                                                                        | Duitsland / Zwitserland / Portugal                                     | Internationaal filmfestival van Berlijn                                    |
| 14 februari 2013   | Beautiful Creatures                                                                          | Verenigde Staten                                                       |                                                                            |
| 14 februari 2013   | De ontmaagding van Eva van End                                                               | Nederland                                                              |                                                                            |
| 14 februari 2013   | Oz the Great and Powerful                                                                    | Verenigde Staten                                                       |                                                                            |
| 14 februari 2013   | Safe Haven                                                                                   | Verenigde Staten                                                       |                                                                            |
| 14 februari 2013   | Ushi Must Marry                                                                              | Nederland                                                              |                                                                            |
| 14 februari 2013   | Viva la libertà                                                                              | Italië                                                                 |                                                                            |
| 15 februari 2013   | The Croods                                                                                   | Verenigde Staten                                                       |                                                                            |
| 21 februari 2013   | Dark Skies                                                                                   | Verenigde Staten                                                       |                                                                            |
| 21 februari 2013   | De wederopstanding van een klootzak                                                          | Nederland                                                              |                                                                            |
| 26 februari 2013   | Jack the Giant Slayer                                                                        | Verenigde Staten                                                       |                                                                            |
| 1 maart 2013       | 21 & Over                                                                                    | Verenigde Staten                                                       |                                                                            |
| 1 maart 2013       | Sparks                                                                                       | Verenigde Staten                                                       | Cinequest                                                                  |
| 8 maart 2013       | By Choice or Chance                                                                          | Nederland                                                              | Documentaire                                                               |
| 9 maart 2013       | Haunter                                                                                      | Frankrijk / Canada                                                     | South by Southwest Film Festival                                           |
| 10 maart 2013      | &ME                                                                                          | Nederland                                                              |                                                                            |
| 10 maart 2013      | +1                                                                                           | Verenigde Staten                                                       |                                                                            |
| 10 maart 2013      | Hours                                                                                        | Verenigde Staten                                                       |                                                                            |
| 10 maart 2013      | Short Term 12                                                                                | Verenigde Staten                                                       | SXSW Festival                                                              |
| 15 maart 2013      | The Call                                                                                     | Verenigde Staten                                                       |                                                                            |
| 16 maart 2013      | 20 leugens, 4 ouders en een scharrelei                                                       | Nederland                                                              |                                                                            |
| 19 maart 2013      | G.B.F.                                                                                       | Verenigde Staten                                                       |                                                                            |
| 20 maart 2013      | Lotgenoten                                                                                   | Nederland                                                              |                                                                            |
| 21 maart 2013      | Valentino                                                                                    | Nederland                                                              |                                                                            |
| 22 maart 2013      | Olympus Has Fallen                                                                           | Verenigde Staten                                                       |                                                                            |
| 22 maart 2013      | Spring Breakers                                                                              | Verenigde Staten                                                       |                                                                            |
| 27 maart 2013      | Bingo                                                                                        | België                                                                 |                                                                            |
| 27 maart 2013      | Lieve Céline                                                                                 | Nederland                                                              |                                                                            |
| 28 maart 2013      | G.I. Joe: Retaliation                                                                        | Verenigde Staten                                                       |                                                                            |
| 28 maart 2013      | Het meisje met negen pruiken                                                                 | Duitsland / België                                                     |                                                                            |
| 28 maart 2013      | The Host                                                                                     | Verenigde Staten                                                       |                                                                            |
| 29 maart 2013      | Detour                                                                                       | Verenigde Staten                                                       |                                                                            |
| 29 maart 2013      | Selam                                                                                        | Turkije                                                                |                                                                            |
| 29 maart 2013      | 13 Eerie                                                                                     | Canada                                                                 |                                                                            |
| 30 maart 2013      | Dragon Ball Z: Battle of Gods                                                                | Japan                                                                  |                                                                            |
| 3 april 2013       | Crimi Clowns: De Movie                                                                       | België                                                                 |                                                                            |
| 5 april 2013       | Evil Dead                                                                                    | Verenigde Staten                                                       |                                                                            |
| 5 april 2013       | Układ zamknięty                                                                              | Polen                                                                  |                                                                            |
| 8 april 2013       | Daglicht                                                                                     | Nederland                                                              |                                                                            |
| 12 april 2013      | 42                                                                                           | Verenigde Staten                                                       |                                                                            |
| 12 april 2013      | Scary Movie 5                                                                                | Verenigde Staten                                                       |                                                                            |
| 19 april 2013      | Oblivion                                                                                     | Verenigde Staten                                                       |                                                                            |
| 20 april 2013      | The Machine                                                                                  | Verenigd Koninkrijk                                                    | Tribeca Film Festival                                                      |
| 25 april 2013      | 15 años y un día                                                                             | Spanje                                                                 |                                                                            |
| 26 april 2013      | The Big Wedding                                                                              | Verenigde Staten                                                       |                                                                            |
| 26 april 2013      | The Colony                                                                                   | Canada                                                                 |                                                                            |
| 26 april 2013      | Pain & Gain                                                                                  | Verenigde Staten                                                       |                                                                            |
| 27 april 2013      | Nooit te oud                                                                                 | Nederland                                                              |                                                                            |
| 1 mei 2013         | After Earth                                                                                  | Verenigde Staten                                                       |                                                                            |
| 2 mei 2013         | The Purge                                                                                    | Verenigde Staten                                                       |                                                                            |
| 3 mei 2013         | Iron Man 3                                                                                   | Verenigde Staten                                                       |                                                                            |
| 4 mei 2013         | The Last Inquisitors                                                                         | België                                                                 |                                                                            |
| 10 mei 2013        | The Great Gatsby                                                                             | Verenigde Staten                                                       |                                                                            |
| 13 mei 2013        | Leve Boerenliefde                                                                            | Nederland                                                              |                                                                            |
| 16 mei 2013        | Jeune et Jolie                                                                               | Frankrijk                                                              |                                                                            |
| 16 mei 2013        | The Selfish Giant                                                                            | Verenigd Koninkrijk                                                    | Filmfestival van Cannes Label Europa Cinemas Grand Prix for Best Film Gent |
| 16 mei 2013        | Star Trek: Into Darkness                                                                     | Verenigde Staten                                                       |                                                                            |
| 19 mei 2013        | Borgman                                                                                      | Nederland                                                              | Filmfestival van Cannes                                                    |
| 19 mei 2013        | Inside Llewyn Davis                                                                          | Verenigde Staten                                                       | Filmfestival van Cannes                                                    |
| 21 mei 2013        | La grande bellezza                                                                           | Italië                                                                 | Oscar voor Beste Niet-Engelstalige film 2014                               |
| 21 mei 2013        | Now You See Me                                                                               | Verenigde Staten / Frankrijk                                           |                                                                            |
| 22 mei 2013        | 3 Geezers!                                                                                   | Verenigde Staten                                                       |                                                                            |
| 22 mei 2013        | All Is Lost                                                                                  | Verenigde Staten                                                       |                                                                            |
| 22 mei 2013        | La jaula de oro                                                                              | Mexico                                                                 | Filmfestival van Cannes                                                    |
| 23 mei 2013        | The Hangover Part III                                                                        | Verenigde Staten                                                       |                                                                            |
| 23 mei 2013        | La vie d'Adèle                                                                               | Frankrijk                                                              | Gouden Palm Cannes                                                         |
| 23 mei 2013        | Nebraska                                                                                     | Verenigde Staten                                                       | Filmfestival van Cannes                                                    |
| 24 mei 2013        | Cal                                                                                          | Verenigd Koninkrijk                                                    |                                                                            |
| 24 mei 2013        | Epic                                                                                         | Verenigde Staten                                                       |                                                                            |
| 24 mei 2013        | Fast & Furious 6                                                                             | Verenigde Staten                                                       |                                                                            |
| 25 mei 2013        | La Vénus à la fourrure                                                                       | Frankrijk / Polen                                                      | Filmfestival van Cannes                                                    |
| 29 mei 2013        | Enemy                                                                                        | Canada                                                                 |                                                                            |
| 2 juni 2013        | World War Z                                                                                  | Verenigde Staten                                                       |                                                                            |
| 3 juni 2013        | The Amityville Asylum                                                                        | Verenigd Koninkrijk                                                    |                                                                            |
| 5 juni 2013        | The Internship                                                                               | Verenigde Staten                                                       |                                                                            |
| 5 juni 2013        | Mystery Road                                                                                 | Australië                                                              | Sydney Film Festival                                                       |
| 12 juni 2013       | The Bling Ring                                                                               | Verenigde Staten / Verenigd Koninkrijk / Japan / Frankrijk / Duitsland |                                                                            |
| 12 juni 2013       | This Is the End                                                                              | Verenigde Staten                                                       |                                                                            |
| 13 juni 2013       | Only God Forgives                                                                            | Frankrijk / Thailand / Verenigde Staten / Zweden                       |                                                                            |
| 14 juni 2013       | Man of Steel                                                                                 | Verenigde Staten / Verenigd Koninkrijk                                 |                                                                            |
| 14 juni 2013       | Mr. Morgan's Last Love                                                                       | Duitsland / Frankrijk / Verenigde Staten                               |                                                                            |
| 16 juni 2013       | My Little Pony: Equestria Girls                                                              | Verenigde Staten                                                       |                                                                            |
| 20 juni 2013       | Spijt!                                                                                       | Nederland                                                              |                                                                            |
| 21 juni 2013       | Monsters University                                                                          | Verenigde Staten                                                       |                                                                            |
| 26 juni 2013       | Piet Piraat en het zeemonster                                                                | België                                                                 |                                                                            |
| 27 juni 2013       | About Time                                                                                   | Verenigd Koninkrijk                                                    |                                                                            |
| 28 juni 2013       | The Heat                                                                                     | Verenigde Staten                                                       |                                                                            |
| 3 juli 2013        | A nagy füzet (The Notebook)                                                                  | Hongarije                                                              | Internationaal filmfestival van Karlsbad Winnaar Kristallen Bol            |
| 3 juli 2013        | Despicable Me 2                                                                              | Verenigde Staten                                                       |                                                                            |
| 3 juli 2013        | The Lone Ranger                                                                              | Verenigde Staten                                                       |                                                                            |
| 10 juli 2013       | The World's End                                                                              | Verenigd Koninkrijk / Verenigde Staten / Japan                         |                                                                            |
| 11 juli 2013       | The Frozen Ground                                                                            | Verenigde Staten                                                       |                                                                            |
| 12 juli 2013       | Pacific Rim                                                                                  | Verenigde Staten                                                       |                                                                            |
| 12 juli 2013       | Grown Ups 2                                                                                  | Verenigde Staten                                                       |                                                                            |
| 17 juli 2013       | R.I.P.D.                                                                                     | Verenigde Staten                                                       |                                                                            |
| 17 juli 2013       | Turbo                                                                                        | Verenigde Staten                                                       |                                                                            |
| 18 juli 2013       | Escape Plan                                                                                  | Verenigde Staten                                                       |                                                                            |
| 19 juli 2013       | The Conjuring                                                                                | Verenigde Staten                                                       |                                                                            |
| 19 juli 2013       | RED 2                                                                                        | Verenigde Staten / Frankrijk / Canada                                  |                                                                            |
| 20 juli 2013       | Apparitional                                                                                 | Verenigde Staten                                                       | Alternatieve titel: Haunting of Cellblock 11                               |
| 20 juli 2013       | The Wind Rises                                                                               | Japan                                                                  |                                                                            |
| 26 juli 2013       | The Wolverine                                                                                | Verenigde Staten / Verenigd Koninkrijk                                 |                                                                            |
| 26 juli 2013       | The To Do List                                                                               | Verenigde Staten                                                       |                                                                            |
| 29 juli 2013       | The Canyons                                                                                  | Verenigde Staten                                                       |                                                                            |
| 30 juli 2013       | 2 Guns                                                                                       | Verenigde Staten                                                       |                                                                            |
| 31 juli 2013       | De Smurfen 2                                                                                 | Verenigde Staten                                                       |                                                                            |
| 1 augustus 2013    | Snowpiercer                                                                                  | Zuid-Korea                                                             |                                                                            |
| 3 augustus 2013    | We're the Millers                                                                            | Verenigde Staten                                                       |                                                                            |
| 5 augustus 2013    | Planes                                                                                       | Verenigde Staten                                                       |                                                                            |
| 7 augustus 2013    | Alan Partridge: Alpha Papa                                                                   | Verenigd Koninkrijk                                                    |                                                                            |
| 7 augustus 2013    | Elysium                                                                                      | Verenigde Staten                                                       |                                                                            |
| 7 augustus 2013    | Percy Jackson: Sea of Monsters                                                               | Verenigde Staten                                                       |                                                                            |
| 8 augustus 2013    | Le Passé                                                                                     | Frankrijk                                                              |                                                                            |
| 9 augustus 2013    | Lovelace                                                                                     | Verenigde Staten                                                       |                                                                            |
| 11 augustus 2013   | Feuchtgebiete                                                                                | Duitsland                                                              | Internationaal filmfestival van Locarno                                    |
| 12 augustus 2013   | The Mortal Instruments: City of Bones                                                        | Verenigde Staten / Duitsland                                           |                                                                            |
| 14 augustus 2013   | Kick-Ass 2                                                                                   | Verenigde Staten / Verenigd Koninkrijk                                 |                                                                            |
| 15 augustus 2013   | Paranoia                                                                                     | Verenigde Staten                                                       |                                                                            |
| 16 augustus 2013   | The Butler                                                                                   | Verenigde Staten                                                       |                                                                            |
| 23 augustus 2013   | Blue Jasmine                                                                                 | Verenigde Staten                                                       |                                                                            |
| 23 augustus 2013   | Casse-tête chinois                                                                           | Frankrijk                                                              |                                                                            |
| 23 augustus 2013   | Het vonnis                                                                                   | België                                                                 |                                                                            |
| 24 augustus 2013   | Eyjafjallajökull                                                                             | Frankrijk                                                              |                                                                            |
| 24 augustus 2013   | Une place sur la Terre                                                                       | Frankrijk / België                                                     | Festival du Film Francophone d'Angoulême                                   |
| 25 augustus 2013   | Marina                                                                                       | België                                                                 |                                                                            |
| 26 augustus 2013   | Getaway                                                                                      | Verenigde Staten                                                       |                                                                            |
| 27 augustus 2013   | Barbie: Mariposa en de feeënprinses                                                          | Verenigde Staten                                                       |                                                                            |
| 28 augustus 2013   | Closed Circuit                                                                               | Verenigde Staten / Verenigd Koninkrijk                                 |                                                                            |
| 28 augustus 2013   | Gravity                                                                                      | Verenigde Staten / Verenigd Koninkrijk                                 | winnaar 7 Oscars 2014                                                      |
| 29 augustus 2013   | Under the Skin                                                                               | Verenigde Staten / Verenigd Koninkrijk / Zwitserland                   |                                                                            |
| 30 augustus 2013   | 12 Years a Slave                                                                             | Verenigde Staten                                                       | Oscar voor Beste Film 2014                                                 |
| 30 augustus 2013   | Avant l'hiver                                                                                | Frankrijk                                                              |                                                                            |
| 30 augustus 2013   | Joe                                                                                          | Verenigde Staten                                                       |                                                                            |
| 30 augustus 2013   | Prisoners                                                                                    | Verenigde Staten                                                       |                                                                            |
| 30 augustus 2013   | Gåten Ragnarok                                                                               | Noorwegen                                                              |                                                                            |
| 31 augustus 2013   | Philomena                                                                                    | Verenigd Koninkrijk                                                    |                                                                            |
| 31 augustus 2013   | Vi är bäst! (We Are the Best!)                                                               | Zweden / Denemarken                                                    | Filmfestival van Venetië                                                   |
| 1 september 2013   | Parkland                                                                                     | Verenigde Staten                                                       |                                                                            |
| 2 september 2013   | Rush                                                                                         | Verenigde Staten                                                       |                                                                            |
| 2 september 2013   | Tom à la ferme                                                                               | Canada                                                                 |                                                                            |
| 4 september 2013   | Riddick                                                                                      | Verenigde Staten                                                       |                                                                            |
| 4 september 2013   | Sacro GRA                                                                                    | Italië                                                                 | documentaire                                                               |
| 5 september 2013   | Diana                                                                                        | Verenigd Koninkrijk                                                    |                                                                            |
| 6 september 2013   | Zanjeer                                                                                      | India                                                                  |                                                                            |
| 6 september 2013   | Horns                                                                                        | Verenigde Staten / Canada                                              | Internationaal filmfestival van Toronto                                    |
| 7 september 2013   | Dallas Buyers Club                                                                           | Verenigde Staten                                                       |                                                                            |
| 7 september 2013   | Ida                                                                                          | Polen / Denemarken                                                     | Internationaal filmfestival van Toronto                                    |
| 7 september 2013   | Los Flamencos                                                                                | België                                                                 |                                                                            |
| 7 september 2013   | What If                                                                                      | Ierland / Canada                                                       | Internationaal filmfestival van Toronto                                    |
| 8 september 2013   | The Green Inferno                                                                            | Verenigde Staten / Chili / Peru / Spanje                               | Internationaal filmfestival van Toronto                                    |
| 8 september 2013   | Oculus                                                                                       | Verenigde Staten                                                       |                                                                            |
| 8 september 2013   | Qissa                                                                                        | India                                                                  |                                                                            |
| 8 september 2013   | Koemba                                                                                       | Zuid-Afrika                                                            | Internationaal filmfestival van Toronto                                    |
| 9 september 2013   | August: Osage County                                                                         | Verenigde Staten                                                       |                                                                            |
| 9 september 2013   | Het Diner                                                                                    | Nederland                                                              |                                                                            |
| 9 september 2013   | The Disappearance of Eleanor Rigby: Him & Her                                                | Verenigde Staten                                                       | Internationaal filmfestival van Toronto                                    |
| 9 september 2013   | Third Person                                                                                 | Verenigd Koninkrijk / Verenigde Staten / Duitsland / België            | Internationaal filmfestival van Toronto                                    |
| 10 september 2013  | Malavita                                                                                     | Verenigde Staten / Frankrijk                                           |                                                                            |
| 11 september 2013  | White House Down                                                                             | Verenigde Staten                                                       |                                                                            |
| 12 september 2013  | The Face of Love                                                                             | Verenigde Staten                                                       | Internationaal filmfestival van Toronto                                    |
| 12 september 2013  | The Love Punch                                                                               | Verenigd Koninkrijk                                                    |                                                                            |
| 12 september 2013  | Justin and the Knights of Valour                                                             | Spanje                                                                 |                                                                            |
| 12 september 2013  | Smoorverliefd                                                                                | Nederland                                                              |                                                                            |
| 13 september 2013  | Insidious: Chapter 2                                                                         | Verenigde Staten                                                       |                                                                            |
| 19 september 2013  | Wolf                                                                                         | Nederland                                                              |                                                                            |
| 20 september 2013  | Dead in Tombstone                                                                            | Verenigde Staten                                                       | Film by the Sea                                                            |
| 23 september 2013  | De Nieuwe Wildernis                                                                          | Nederland                                                              | Amsterdam (Koninklijk Concertgebouw)                                       |
| 25 september 2013  | Hoe duur was de suiker?                                                                      | Verenigde Staten                                                       |                                                                            |
| 26 september 2013  | Nothing Left to Fear                                                                         | Verenigde Staten                                                       |                                                                            |
| 27 september 2013  | Captain Phillips                                                                             | Verenigde Staten                                                       |                                                                            |
| 28 september 2013  | The Young and Prodigious T.S. Spivet                                                         | Frankrijk / Canada                                                     |                                                                            |
| 28 september 2013  | Roffa                                                                                        | Nederland                                                              |                                                                            |
| 29 september 2013  | Sinterklaas en de Pepernoten Chaos                                                           | Nederland                                                              |                                                                            |
| 2 oktober 2013     | Chez Nous                                                                                    | Nederland                                                              |                                                                            |
| 3 oktober 2014     | The Book Thief                                                                               | Verenigde Staten / Duitsland                                           | Mill Valley Film Festival                                                  |
| 4 oktober 2013     | Machete Kills                                                                                | Verenigde Staten                                                       |                                                                            |
| 5 oktober 2013     | The Secret Life of Walter Mitty                                                              | Verenigde Staten                                                       |                                                                            |
| 7 oktober 2013     | Carrie                                                                                       | Verenigde Staten                                                       |                                                                            |
| 9 oktober 2013     | De Club van Sinterklaas & De Pietenschool                                                    | Nederland                                                              |                                                                            |
| 10 oktober 2013    | MUTE                                                                                         | Nederland                                                              | korte animatiefilm                                                         |
| 10 oktober 2013    | Sx Tape                                                                                      | Verenigde Staten                                                       | Filmfestival van Londen                                                    |
| 13 oktober 2013    | Her                                                                                          | Verenigde Staten                                                       |                                                                            |
| 14 oktober 2013    | Feuten: Het Feestje                                                                          | Nederland                                                              |                                                                            |
| 20 oktober 2013    | Saving Mr. Banks                                                                             | Verenigde Staten                                                       |                                                                            |
| 22 oktober 2013    | Thor: The Dark World                                                                         | Verenigde Staten                                                       |                                                                            |
| 23 oktober 2013    | Història de la meva mort                                                                     | Spanje / Frankrijk                                                     |                                                                            |
| 24 oktober 2013    | Ender's Game                                                                                 | Verenigde Staten                                                       |                                                                            |
| 28 oktober 2013    | Greencard Warriors                                                                           | Nederland / Verenigde Staten                                           |                                                                            |
| 31 oktober 2013    | The Devil's Violinist                                                                        | Duitsland / Italië                                                     |                                                                            |
| 11 november 2013   | A Master Builder                                                                             | Verenigde Staten                                                       | Internationaal filmfestival van Rome                                       |
| 12 november 2013   | Lone Survivor                                                                                | Verenigde Staten                                                       | AFI Film Festival                                                          |
| 20 november 2013   | Les Garçons et Guillaume, à table !                                                          | Frankrijk / België                                                     |                                                                            |
| 22 november 2013   | The Hunger Games: Catching Fire                                                              | Verenigde Staten                                                       |                                                                            |
| 23 november 2013   | Kaguyahime no monogatari (Le conte de la princesse Kaguya) (The Tale of the Princess Kaguya) | Japan                                                                  | Animatiefilm                                                               |
| 23 november 2013   | Everything Is Possible                                                                       | Polen                                                                  | documentaire                                                               |
| 24 november 2013   | Anchorman 2: The Legend Continues                                                            | Verenigde Staten                                                       |                                                                            |
| 25 november 2013   | The Christmas Candle                                                                         | Verenigde Staten                                                       | kerstfilm                                                                  |
| 27 november 2013   | Black Nativity                                                                               | Verenigde Staten                                                       |                                                                            |
| 27 november 2013   | Frozen                                                                                       | Verenigde Staten                                                       | Oscar voor beste animatiefilm 2014                                         |
| 3 december 2013    | Il capitale umano                                                                            | Italië                                                                 | Giornate professionali di cinema Sorrento                                  |
| 5 december 2013    | Bro's Before Ho's                                                                            | Nederland                                                              |                                                                            |
| 6 december 2013    | 47 Ronin                                                                                     | Verenigde Staten                                                       |                                                                            |
| 11 december 2013   | Finn                                                                                         | Nederland                                                              |                                                                            |
| 11 december 2013   | Mees Kees op kamp                                                                            | Nederland                                                              |                                                                            |
| 12 december 2013   | American Hustle                                                                              | Verenigde Staten                                                       | Winnaar 3 Golden Globes & 10 Oscarnominaties                               |
| 12 december 2013   | Soof                                                                                         | Nederland                                                              |                                                                            |
| 12 december 2013   | Tarzan                                                                                       | Duitsland                                                              |                                                                            |
| 13 december 2013   | The Hobbit: The Desolation of Smaug                                                          | Verenigde Staten / Nieuw-Zeeland                                       |                                                                            |
| 17 december 2013   | The Wolf of Wall Street                                                                      | Verenigde Staten                                                       |                                                                            |
| 18 december 2013   | F.C. De Kampioenen: Kampioen zijn blijft plezant                                             | België                                                                 |                                                                            |
| 19 december 2013   | Hemel op aarde                                                                               | Nederland                                                              |                                                                            |
| 20 december 2013   | Bad Fucking                                                                                  | Oostenrijk                                                             |                                                                            |
| 25 december 2013   | Flits & het magische huis                                                                    | België                                                                 |                                                                            |
| 25 december 2013   | Nymphomaniac                                                                                 | Denemarken / Duitsland / België / Verenigd Koninkrijk / Frankrijk      |                                                                            |

1870-1879 · 1880-1889 · 1890 · 1891 · 1892 · 1893 · 1894 · 1895 · 1896 · 1897 · 1898 · 1899 · 1900 · 1901 · 1902 · 1903 · 1904 · 1905 · 1906 · 1907 · 1908 · 1909 · 1910 · 1911 · 1912 · 1913 · 1914 · 1915 · 1916 · 1917 · 1918 · 1919 · 1920 · 1921 · 1922 · 1923 · 1924 · 1925 · 1926 · 1927 · 1928 · 1929 · 1930 · 1931 · 1932 · 1933 · 1934 · 1935 · 1936 · 1937 · 1938 · 1939 · 1940 · 1941 · 1942 · 1943 · 1944 · 1945 · 1946 · 1947 · 1948 · 1949 · 1950 · 1951 · 1952 · 1953 · 1954 · 1955 · 1956 · 1957 · 1958 · 1959 · 1960 · 1961 · 1962 · 1963 · 1964 · 1965 · 1966 · 1967 · 1968 · 1969 · 1970 · 1971 · 1972 · 1973 · 1974 · 1975 · 1976 · 1977 · 1978 · 1979 · 1980 · 1981 · 1982 · 1983 · 1984 · 1985 · 1986 · 1987 · 1988 · 1989 · 1990 · 1991 · 1992 · 1993 · 1994 · 1995 · 1996 · 1997 · 1998 · 1999 · 2000 · 2001 · 2002 · 2003 · 2004 · 2005 · 2006 · 2007 · 2008 · 2009 · 2010 · 2011 · 2012 · 2013 · 2014 · 2015 · 2016 · 2017 · 2018 · 2019 · 2020 · 2021 · 2022 · 2023 · 2024 · 2025